# Locarno Film Festival 2022

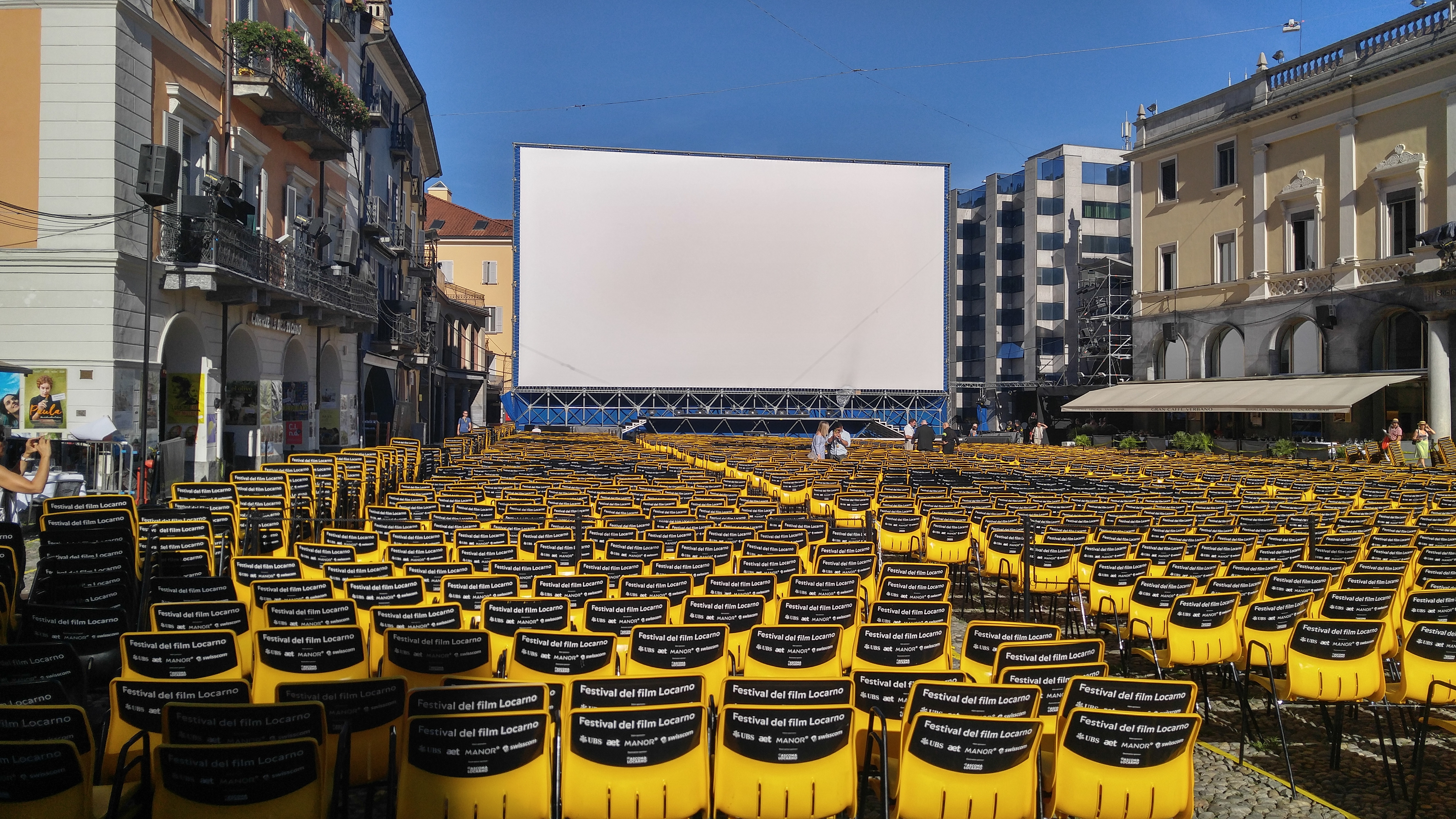
Hauptspielstätte war die Grossleinwand auf der Piazza Grande in der Innenstadt von Locarno (2016)

Das 75. Locarno Film Festival (Locarno75) fand vom 3. bis 13. August 2022 statt. Es stand zum zweiten Mal unter der künstlerischen Leitung von Giona A. Nazzaro. Insgesamt wurden 226 Filme in 471 Vorführungen im Jubiläumsprogramm gezeigt. Hauptspielstätte war eine Grossleinwand auf dem Piazza Grande in der Altstadt Locarnos, die als Freiluftveranstaltung konzipiert war. Ebenso wurde das Festivalprogramm in den Kinos der Stadt gezeigt. Mehr als zwei Jahre nach Beginn der COVID-19-Pandemie kehrte das Festival wieder zu seinem normalen Veranstaltungsprogramm zurück mit Publikumsvorstellungen und unbeschränktem Zugang.
Eröffnet wurde das Filmfestival mit der US-amerikanischen Actionkomödie Bullet Train. Den Abschluss bildete der schweizerisch-deutsche Dokumentarfilm Alles über Martin Suter von André Schäfer. Mit dem Goldenen Leoparden, dem Hauptpreis im internationalen Wettbewerb (Concorso internazionale) wurde der brasilianisch-französische Spielfilm Regra 34 von Júlia Murat preisgekrönt.
Die diesjährige Retrospektive widmete sich Douglas Sirk. Mit Ehrenpreisen wurden unter anderem die US-amerikanische Filmemacherin Kelly Reichardt (Pardo d’onore Manor – Ehrenleopard), der griechisch-französische Filmemacher Costa-Gavras (Pardo alla carriera Ascona-Locarno) und der US-amerikanische Schauspieler Matt Dillon (Lifetime Achievement Award) ausgezeichnet.

## Offizielle Sektionen (Auswahl)

### Concorso internazionale – Internationaler Wettbewerb um den Goldenen Leoparden
Insgesamt wurden 17 Filmproduktionen in den Internationalen Wettbewerb (Concorso internazionale) eingeladen. Die Sektion präsentiert Welturaufführungen und internationale Premieren von Spiel-, Dokumentar- oder Animationsfilmen mit einer Länge von mehr als 60 Minuten. Sie dient als Schaufenster des gegenwärtigen Autorenkinos und enthält sowohl Werke von Nachwuchsregisseuren, als auch Arbeiten etablierter Filmemacher.
| Film                                                  | Regie               | Land                                   | Darsteller (Auswahl) / Anmerkung |
| ----------------------------------------------------- | ------------------- | -------------------------------------- | --- |
| Ariyippu (Declaration)                                | Mahesh Narayanan    | Indien                                 | Kunchacko Boban, Divya Prabha, Lovleen Misra, Danish Husain, Kannan Arunasalam, Faisal Malik, Kiran Peethambaran, Sidharth Bhardwaj, Dimpy Mishra    |
| Balıqlara xütbə (Sermon to the Fish)                  | Hilal Baydarov      | Aserbaidschan, Mexiko, Schweiz, Türkei | Rana Asgarova, Orkhan Iskandarli, Huseyn Nasirov |
| Bowling Saturne (Saturn Bowling)                      | Patricia Mazuy      | Frankreich, Belgien                    | Arieh Worthalter, Achille Reggiani, Y-Lan Lucas, Leïla Muse                                                                                          |
| De noche los gatos son pardos                         | Valentin Merz       | Schweiz                                | Adrian Merz, Alain Labrune, Andoni De la Cruz, Bishop Black, Candida Sanchez                                                                         |
| Gigi la legge (The Adventures of Gigi the Law)        | Alessandro Comodin  | Italien, Frankreich, Belgien           | Pier Luigi Mecchia, Ester Vergolini, Annalisa Ferrari, Tomaso Cecotto                                                                                |
| Hikayat elbeit elorjowani (Tales of the Purple House) | Abbas Fahdel        | Libanon, Irak, Frankreich              | Dokumentarfilm mit Abbas Fahdel und Nour Ballouk |
| Human Flowers of Flesh                                | Helena Wittmann     | Deutschland, Frankreich                | Angeliki Papoulia, Ferhat Mouhali, Gustavo de Mattos Jahn, Ingo Martens, Mauro Soares, Vladimir Vulevic, Steffen Danek, Nina Villanova, Denis Lavant |
| Matter Out of Place                                   | Nikolaus Geyrhalter | Österreich                             | Dokumentarfilm |
| Nação Valente (Tommy Gun)                             | Carlos Conceição    | Portugal, Frankreich, Angola           | João Arrais, Anabela Moreira, Gustavo Sumpta, Miguel Amorim, Vicente Gil, André Cabral, Ivo Arroja, Diogo Nobre                                      |
| Il pataffio                                           | Francesco Lagi      | Italien, Belgien                       | Lino Musella, Giorgio Tirabassi, Viviana Cangiano, Giovanni Ludeno, Vincenzo Nemolato, Alessandro Gassmann, Valerio Mastandrea                       |
| Piaffe                                                | Ann Oren            | Deutschland                            | Simone Bucio, Simon(e) Jaikiriuma Paetau, Sebastian Rudolph                                                                                          |
| Regra 34 (Rule 34)                                    | Julia Murat         | Brasilien, Frankreich                  | Sol Miranda, Lucas Andrade, Lorena Comparato, Isabela Mariotto                                                                                       |
| Serviam – Ich will dienen (Serviam – I Will Serve)    | Ruth Mader          | Österreich                             | Maria Dragus, Leona Lindinger, Anna Elisabeth Berger, Sophia Gómez-Schreiber, Petra Morzé, Udo Samel                                                 |
| Skazka (Fairytale)                                    | Alexander Sokurow   | Belgien, Russland                      | Animationsfilm |
| Stella est amoureuse (Stella in Love)                 | Sylvie Verheyde     | Frankreich                             | Marina Foïs, Benjamin Biolay, Flavie Delangle |
| Stone Turtle                                          | Ming Jin Woo        | Malaysia, Indonesien                   | Asmara Abigail, Bront Palarae |
| Tengo sueños eléctricos                               | Valentina Maurel    | Belgien, Frankreich, Costa Rica        | Daniela Marín Navarro, Reinaldo Amien Gutiérrez, Vivian Rodríguez, José Pablo Segreda Johanning                                                      |

### Piazza Grande
Insgesamt wurden 17 Filmproduktionen für das Programm Piazza Grande ausgewählt, eine von acht Sektionen, in denen keine Filme eingereicht werden können. Hauptspielstätte war eine Grossleinwand auf dem Piazza Grande in der Altstadt Locarnos, die als Freiluftveranstaltung konzipiert war. Gezeigt wurden Weltpremieren, internationale oder europäische Uraufführungen von etablierten Filmemachern, die für ein Mainstream-Publikum bestimmt sind. Ebenfalls aufgenommen wurden originelle Genrefilme und kürzlich fertiggestellte Dokumentarfilmproduktionen.
| Film | Regie              | Land                                            | Darsteller (Auswahl) / Anmerkung |
| --- | ------------------ | ----------------------------------------------- | --- |
| Alles über Martin Suter. Ausser die Wahrheit. (Everything About Martin Suter. Everything but the Truth.) | André Schäfer      | Schweiz, Deutschland                            | Dokumentarfilm über Martin Suter, mit Stephan Eicher |
| Annie Colère (Angry Annie)                                                                               | Blandine Lenoir    | Frankreich                                      | Laure Calamy, Zita Hanrot, India Hair |
| Bullet Train                                                                                             | David Leitch       | USA                                             | Brad Pitt, Joey King, Aaron Taylor-Johnson, Brian Tyree Henry, Hiroyuki Sanada, Michael Shannon, Sandra Bullock                                                           |
| Delta | Michele Vannucci   | Italien                                         | Alessandro Borghi, Luigi Lo Cascio, Emilia Scarpati, Greta Esposito, Marius Bizau, Denis Fasolo, Sergio Romano                                                            |
| Une femme de notre temps (A Woman)                                                                       | Jean-Paul Civeyrac | Frankreich                                      | Sophie Marceau, Johan Heldenbergh, Cristina Flutur, Héloïse Bousquet, Michaël Erpelding                                                                                   |
| Home of the Brave                                                                                        | Laurie Anderson    | USA                                             | Musikfilm aus dem Jahr 1986 |
| Interdit aux chiens et aux Italiens (No Dogs or Italians Allowed)                                        | Alain Ughetto      | Frankreich, Italien, Schweiz, Belgien, Portugal | Animationsfilm |
| Last Dance                                                                                               | Delphine Lehericey | Schweiz, Belgien                                | François Berléand, Kacey Mottet Klein, La Ribot, Déborah Lukumuena, Sabine Timoteo, Anna Pieri, Dominique Reymond                                                         |
| Medusa Deluxe                                                                                            | Thomas Hardiman    | Vereinigtes Königreich                          | Anita-Joy Uwajeh, Clare Perkins, Darrell D’Silva, Debris Stevenson, Harriet Webb, Heider Ali, Kae Alexander, Kayla Meikle, Lilit Lesser, Luke Pasqualino, Nicholas Karimi |
| Mord im Fahrpreis inbegriffen (Compartiment tueurs)                                                      | Costa-Gavras       | Frankreich                                      | Restaurierte Fassungs des Films aus dem Jahr 1965 |
| My Neighbor Adolf                                                                                        | Leon Prudovsky     | Israel, Polen, Kolumbien                        | David Hayman, Udo Kier, Olivia Silhavy, Kineret Peled |
| Painted Rainbow                                                                                          | Gitanjali Rao      | Indien                                          | Zeichentrickfilm aus dem Jahr 2006 |
| Paradise Highway                                                                                         | Anna Gutto         | USA, Deutschland, Schweiz                       | Juliette Binoche, Frank Grillo, Hala Finley, Cameron Monaghan, Veronica Ferres, Christiane Seidel, Morgan Freeman                                                         |
| Piano Piano                                                                                              | Nicola Prosatore   | Italien                                         | Dominique Donnarumma, Giuseppe Pirozzi, Antonia Truppo, Giovanni Esposito, Antonio De Matteo, Massimiliano Caiazzo, Lello Arena                                           |
| Semret                                                                                                   | Caterina Mona      | Schweiz                                         | Lula Mebrahtu, Tedros Teddy Teclebrhan, Hermela Tekleab, Fanuel Mengstab, Manuela Biedermann, Jocelyn Papp, Mona Petri                                                    |
| Solange es Menschen gibt (Imitation of Life)                                                             | Douglas Sirk       | USA                                             | Film aus dem Jahr 1958 aus der Retrospektive |
| Vous n’aurez pas ma haine (You Will Not Have My Hate)                                                    | Kilian Riedhof     | Deutschland, Frankreich, Belgien                | Pierre Deladonchamps, Zoé Iorio, Camélia Jordana, Thomas Mustin, Christelle Cornil, Anne Azoulay, Farida Rahouadj, Yannick Choirat                                        |

### Concorso Cineasti del presente
Insgesamt wurden 15 Filmproduktionen für die Sektion Concorso Cineasti del presente (dt.: „Wettbewerb Filmemacher der Gegenwart“) ausgewählt, die für Erst- oder Zweitlangfilme über 60 Minuten vorbehalten ist. Sie ist Welt- oder internationalen Premieren für Dokumentar-, Spielfilme sowie hybridden oder aktuellen filmischer Kreativität.
| Film                                                           | Regie               | Land                                                     | Darsteller (Auswahl) / Anmerkung |
| -------------------------------------------------------------- | ------------------- | -------------------------------------------------------- | --- |
| A Perfect Day for Caribou                                      | Jeff Rutherford     | USA                                                      | Charlie Plummer, Jeb Berrier |
| Arnon pen nakrian tuayang (Arnold Is a Model Student)          | Sorayos Prapapan    | Thailand, Singapur, Frankreich, Niederlande, Philippinen | Korndanai Marc Dautzenberg, Siriboon Naddhabhan, Winyu Wongsurawat, Yanin Pongsuwan, Niramon Busapavanich, Virot Ali |
| Astrakan                                                       | David Depesseville  | Frankreich                                               | Mirko Giannini, Jehnny Beth, Bastien Bouillon, Théo Costa-Marini, Lorine Delin, Lisa Hérédia, Paul Blain, Nathaël Bertrand, Cameron Bertrand                                                                             |
| Before I Change My Mind                                        | Trevor Anderson     | Kanada                                                   | Vaughan Murrae, Dominic Lippa, Lacey Oake, Matthew Rankin, Shannon Blanchet |
| Fragments From Heaven                                          | Adnane Baraka       | Marokko, Frankreich                                      | Dokumentarfilm |
| Love Dog                                                       | Bianca Lucas        | Polen, Mexiko, USA                                       | John Dicks, Becca Begnaud, TJ Tarver, Corinne Bordelon, Brooke Keel Bullock, Ernie Schaeffer |
| Matadero                                                       | Santiago Fillol     | Argentinien, Spanien, Frankreich                         | Julio Perillán, Malena Villa, Ailín Salas, Rafael Federman, Lina Gorbaneva, Ernestina Gatti, David Szechtman, Gustavo Javier Rodríguez                                                                                   |
| Nossa Senhora da Loja do Chinês (Our Lady of the Chinese Shop) | Ery Claver          | Angola                                                   | Cláudia Pucuta, David Caracol, Willi Ribeiro |
| Petites (Little Ones)                                          | Julie Lerat-Gersant | Frankreich                                               | Pili Groyne, Romane Bohringer, Victoire Du Bois, Lucie Charles-Alfred, Suzanne Roy-Lerat, Bilel Chegrani |
| Petrol                                                         | Alena Lodkina       | Australien                                               | Nathalie Morris, Hannah Lynch |
| Sigurno mjesto (Safe Place)                                    | Juraj Lerotić       | Kroatien                                                 | Snježana Sinovčić Šiškov, Goran Marković, Juraj Lerotić |
| Den siste våren (Sister, What Grows Where Land Is Sick?)       | Franciska Eliassen  | Norwegen                                                 | Ruby Dagnall, Keira LaHart |
| Svetlonoc (Nightsiren)                                         | Tereza Nvotová      | Slowakei, Tschechische Republik                          | Natália Germáni, Eva Mores, Juliána Brutovská, Iva Bittová, Jana Oľhová, Marek Geišberg, Zuzana Konečná, Noël Czuczor, Peter Ondrejička                                                                                  |
| Yak Tam Katia? (How Is Katia?)                                 | Christina Tynkevych | Ukraine                                                  | Anastasia Karpenko, Yekateryna Kozlova, Tetyana Krulikovskaya, Oleksii Cherevatenko, Iryna Verenych-Ostrovska, Elena Khokhlatkina, Ihor Koltovskyi, Tatiana Ostretsova, Sergiy Kiyashko, Viktor Zhdanov, Yurii Felipenko |
| É Noite na América (It Is Night in America)                    | Ana Vaz             | Italien, Frankreich, Brasilien                           | Dokumentarfilm |

## Jurys
Insgesamt fünf Jurys mit 17 Mitgliedern vergaben beim Filmfestival Preise. Darüber hinaus wurden Preise von unabhängige Jurys und vom Publikum vergeben. Die Jurys des Festivals im Überblick:
Concorso internazionale
- Michel Merkt, Schweizer Filmproduzent (Jurypräsident)
- Prano Bailey-Bond, britische Filmemacherin
- Alain Guiraudie, französischer Filmemacher
- William Horberg, US-amerikanischer Filmproduzent
- Laura Samani, italienische Regisseurin

Concorso Cineasti del presente
- Annick Mahnert, Schweizer Filmproduzentin
- Gitanjali Rao, indische Regisseurin
- Katriel Schory, israelischer Filmproduzent

Pardi di domani (experimentelle Kurz- und mittellange Filme)
- Walter Fasano, italienischer Filmeditor und Regisseur
- Azra Deniz Okyay, türkische Regisseurin
- Ada Solomon, rumänische Filmproduzentin

Bester Debütfilm
- Boo Junfeng, singapurischer Regisseur
- Shahram Mokri, iranischer Filmemacher
- Madeline Robert, französische Filmproduzentin

Green Pardo WWF
- Thierry Hugot, Verantwortlicher für die Sustainability Study Group von Eurimages
- Sonia Seneviratne, Professorin für Land-Klima Dynamik an der ETH Zürich
- Alessandro Rak, Regisseur

## Auszeichnungen (Auswahl)
Die Preisverleihung fand am letzten Festivaltag statt.
| Kategorie                                                                               | Preisträger                                        |
| --------------------------------------------------------------------------------------- | -------------------------------------------------- |
| Goldener Leopard (Pardo d’oro), Grosser Preis der Stadt von Locarno für den besten Film | Regra 34 – Regie: Julia Murat                      |
| Spezialpreis der Jury der Gemeinden von Ascona und Losone                               | Gigi la legge – Regie: Alessandro Comodin          |
| Pardo für die beste Regie der Stadt und Region Locarno                                  | Valentina Maurel (Tengo sueños eléctricos)         |
| Pardo für die beste Darstellerin                                                        | Daniela Marín Navarro (Tengo sueños eléctricos)    |
| Pardo für den besten Darsteller                                                         | Reinaldo Amien Gutiérrez (Tengo sueños eléctricos) |

| Kategorie                                                                    | Preisträger                                                                          |
| ---------------------------------------------------------------------------- | ------------------------------------------------------------------------------------ |
| Pardo d’oro Concorso Cineasti del presente für den besten Film               | Svetlonoc (Nightsiren) – Regie: Tereza Nvotová                                       |
| Preis für den/die beste*n Nachwuchsregisseur*in der Stadt und Region Locarno | Juraj Lerotić (Sigurno mjesto / Safe Place)                                          |
| Spezialpreis der Jury Ciné+                                                  | Yak Tam Katia? (How Is Katia?) – Regie: Christina Tynkevych                          |
| Pardo für die beste Darstellerin                                             | Anastasia Karpenko Yak Tam Katia? (How Is Katia?)                                    |
| Pardo für den besten Darsteller                                              | Goran Marković (Sigurno mjesto / Safe Place)                                         |
| Lobende Erwähnung                                                            | Den siste våren (Sister, What Grows Where Land Is Sick?) – Regie: Franciska Eliassen |

| Kategorie                                                       | Preisträger                                                                    |
| --------------------------------------------------------------- | ------------------------------------------------------------------------------ |
| Pardo d’onore Manor (Ehrenleopard)                              | Kelly Reichardt, US-amerikanische Filmemacherin                                |
| Pardo alla carriera Ascona-Locarno (Leopard für ein Lebenswerk) | Costa-Gavras, griechisch-französische Filmemacher                              |
| Lifetime Achievement Award                                      | Matt Dillon, US-amerikanischer Schauspieler                                    |
| Vision Award Ticinomoda                                         | Laurie Anderson, US-amerikanische Filmregisseurin                              |
| Premio Raimondo Rezzonico                                       | Jason Blum, US-amerikanischer Filmproduzent                                    |
| Locarno Kids Award la Mobiliare                                 | Gitanjali Rao, indische Regisseurin                                            |
| Excellence Award Davide Campari                                 | Aaron Taylor-Johnson, britischer Schauspieler                                  |
| Leopard Club Award                                              | Daisy Edgar-Jones, britische Schauspielerin                                    |
| Ökumenischer Filmpreis                                          | The Tale of the Purple House (Hikayat elbeit elorjowani) – Regie: Abbas Fahdel |